# Sconto etico
Lo sconto etico è uno sconto sugli acquisti vincolato ad andare in beneficenza; in certi casi, il cliente può anche scegliere a favore di chi devolverlo.
Essendo uno sconto a tutti gli effetti, se viene venduto un prodotto a 10 euro con uno sconto etico di 1 euro, il commerciante emetterà scontrino per 9 euro e tratterrà il rimanente 1 euro per devolverlo in beneficenza.
Il termine è stato coniato nel 1999 dall'Associazione Adelfos onlus e ufficializzato con l'articolo 19 del decreto-legge n. 269/2003 che venne proposto come una misura de tax.

## Riferimenti normativi
- Risoluzione dell'Agenzia delle Entrate 14/11/02 n. 356

### Esempi di sconto etico
- Adelfos scegli a chi donare una parte della spesa effettuata per i tuoi acquisti, su adelfos.it. URL consultato il 12 novembre 2005 (archiviato dall'url originale il 14 gennaio 2006).
- Medici Senza Frontiere: alberghi solidali che sostengono l'associazione con lo sconto etico (notte brava), su medicisenzafrontiere.it. URL consultato il 12 novembre 2005 (archiviato dall'url originale il 30 ottobre 2005).